# Rhynchostegiella opacifolia
Rhynchostegiella opacifolia là một loài rêu trong họ Brachytheciaceae. Loài này được Dixon mô tả khoa học đầu tiên năm 1935.